# Коптев, Михаил Иванович
Михаи́л Ива́нович Ко́птев (31 августа 1922, Акулово, Ярославская губерния — 14 ноября 1996, Субаево, Ярославская область) — полковник Советской Армии, участник Великой Отечественной войны, Герой Советского Союза (1945).

## Биография
Михаил Коптев родился 31 августа 1922 года в деревне Акулово (ныне — Даниловский район Ярославской области). Окончил семилетнюю школу, учился в Ярославском техникуме резиновой промышленности и аэроклубе.
В сентябре 1940 года был призван на службу в Рабоче-крестьянскую Красную Армию. В 1941 году окончил Энгельсскую военную авиационную школу пилотов, в 1943 году — Краснодарское военное авиационное училище. С ноября того же года — на фронтах Великой Отечественной войны. Принимал участие в боях на 2-м и 1-м Украинских фронтах. Участвовал в освобождении Украинской ССР, Румынии, Польши, Чехословакии, боях в Германии.
К марту 1945 года гвардии лейтенант Михаил Коптев командовал звеном 144-го гвардейского штурмового авиаполка 9-й гвардейской штурмовой авиадивизии 1-го гвардейского штурмового авиакорпуса 2-й воздушной армии 1-го Украинского фронта. К тому времени он совершил 158 боевых вылетов на воздушную разведку и штурмовку скоплений боевой техники и живой силы противника, нанеся ему большие потери. Принял участие в 23 воздушных боях, сбив 2 вражеских самолёта лично и ещё 3 — в составе группы.
Указом Президиума Верховного Совета СССР от 27 июня 1945 года за «образцовое выполнение боевых заданий командования на фронте борьбы с немецкими захватчиками и проявленные при этом мужество и героизм» гвардии лейтенант Михаил Коптев был удостоен высокого звания Героя Советского Союза с вручением ордена Ленина и медали «Золотая Звезда» за номером 6593.
В апреле 1946 года М. И. Коптев был уволен в запас. В марте 1952 года был повторно призван в армию. Окончил курсы партийно-комсомольского актива, в 1959 году — Военно-политическую академию. В 1974 году в звании полковника вышел в отставку, Проживал в Киеве. В 1986 году вернулся на родину, проживал в деревне Субаево Даниловского района.
Умер 14 ноября 1996 года, похоронен в Данилове.
Почётный гражданин Данилова. Был также награждён двумя орденами Красного Знамени, двумя орденами Отечественной войны 1-й степени, орденом Отечественной войны 2-й степени, рядом медалей.